# Kozji vrh
Il Kozji vrh (lett. "Monte Kozji") con 1.628 m s.l.m. è una cima delle Alpi di Kamnik e della Savinja.

## Ascensioni
- Spodnje Jezersko - Kanonir - podstoržič - Robce - Kozji (2,5 ore).